# Asteia beata
Asteia beata är en tvåvingeart som beskrevs av Aldrich 1915. Asteia beata ingår i släktet Asteia och familjen smalvingeflugor. Inga underarter finns listade i Catalogue of Life.